# Noctua fumosa
Noctua fumosa là một loài bướm đêm trong họ Noctuidae.